# Perfluoro(2-metil-3-pentanona)
El perfluoro(2-metil-3-pentanona) es una cetona fluorada con la fórmula estructural CF3CF2C(=O)CF(CF3)2, es un análogo totalmente fluorado de la etil isopropil cetona. Se utiliza como líquido refrigerante electrónico y fluido de protección contra incendios comercializado por 3M bajo marcas como Novec 1230, Novec 649 y FK-5-1-12. También se le conoce como “agua sin agua” o “agua seca”.

## Aplicaciones
3M produce perfluoro(2-metil-3-pentanona) bajo diferentes nombres comerciales: Novec 1230 y Novec 649. Estos dos productos tienen diferentes grados de pureza (>99% y >99,9%, respectivamente) destinados a diferentes aplicaciones industriales.

### Novec 1230 y FK-5-1-12
Novec 1230 se utiliza como agente gaseoso de supresión de incendios en escenarios donde la supresión de incendios a base de agua (por ejemplo, desde un rociador contra incendios) sería poco práctica o donde podría dañar equipos o propiedades costosos, como museos, salas de servidores, bancos, salas blancas y hospitales. Funciona eliminando rápidamente el calor para extinguir un incendio antes de que comience; además, su densidad le permite desplazar el aire y, por lo tanto, privar al fuego de oxígeno. Novec 1230 se puede utilizar tanto en sistemas de inundación total/parcial/localizada como en aplicaciones de tipo pulverizador direccional; también se utiliza en extintores portátiles para aplicaciones especializadas. La patente del Novec 1230 como extintor de incendios finalizó el 19 de julio de 2020. Desde que expiró la patente, varias empresas han lanzado al mercado productos equivalentes bajo el nombre químico FK-5-1-12.
Recientemente, se ha encontrado un uso activo en forma microencapsulada en la fabricación de materiales compuestos extintores de incendios. Samsung SDI está utilizando este producto para extinguir incendios en las primeras etapas de los sistemas modulares de almacenamiento de alta capacidad (ESS) basados en baterías de iones de litio para paneles solares y vehículos eléctricos. En agosto de 2019, Samsung SDI anunció oficialmente su inversión de 169 millones de dólares en materiales compuestos de extinción de incendios basados en Novec 1230 microencapsulado. La empresa informó posteriormente que se aprobaron las pruebas UL9540A para este producto.

### Novec 649
Novec 649 es un fluido de transferencia de calor de baja temperatura. Intel y SGI lo han utilizado como fluido de inmersión total en un sistema de refrigeración de centro de datos de prueba de concepto. Debido a su relativamente bajo punto de ebullición de 49°C, se utiliza como fluido de transferencia de calor en sistemas de enfriamiento por inmersión de dos fases. Dentro de estos sistemas se utiliza enfriamiento por evaporación para eliminar el exceso de calor generado por la tecnología sumergida. Luego, el calor se elimina del Novec 649 vaporoso mediante un circuito de condensación que generalmente utiliza agua fría. También se está considerando el uso de Novec 649 para enfriar sensores fotomultiplicadores de silicio (SiPM) a −40 grados Celsius (−40 °F) en configuración monofásica como parte de la mejora de alta luminosidad del Gran Colisionador de Hadrones.
Los compuestos tradicionales basados en perfluorocarbonos (PFC) utilizados para refrigeración, como Fluorinert, muestran un potencial de calentamiento global (PCG) elevado, normalmente entre 5.000 y 10.000 veces mayor que el del CO 2. Se eligió Novec 649 como un buen reemplazo debido a que tiene propiedades termofísicas similares a Fluorinert FC-72 (perfluorohexano, C6F14) y al mismo tiempo exhibe un potencial de calentamiento global muy bajo de 1.

## Seguridad ambiental
Novec 649/1230 no agota la capa de ozono (ODP 0) y tiene un potencial de calentamiento global de 1 (en 100 años), equivalente al del dióxido de carbono. El Sistema Globalmente Armonizado de Clasificación y Etiquetado de Productos Químicos (SGA) clasifica este producto químico como H412: Nocivo para los organismos acuáticos, con efectos nocivos duraderos. La fotólisis en la luz solar, la hidrólisis y lahidratación pueden ser un sumidero significativo de Novec 649/1230 en el medio ambiente. Su vida atmosférica estimada es muy corta, de entre 4 y 15 días.
Novec 649/1230 está clasificada como una sustancia PFAS. En diciembre de 2022, 3M anunció que cesaría la producción de todos los productos PFAS para 2025, incluido Novec 649/1230. Se degrada a ácido trifluoroacético (TFA) mediante degradación fotolítica bajo la luz solar.